# Brenthis
A Brenthis a rovarok (Insecta) osztályának a tarkalepkefélék (Nymphalidae) családjához tartozó Heliconiinae (helikonlepkék) alcsaládban az Argynnini nemzetség egyik neme, a gyöngyházlepkék parafiletikus csoportjának tagja.

## Rendszerezése
A nembe az alábbi fajok tartoznak:
- málna-gyöngyházlepke (Brenthis daphne)
- rozsdaszínű gyöngyházlepke (Brenthis hecate)
- lápi gyöngyházlepke (Brenthis ino)
- Brenthis mofidii